# Rudolph Pariser
Rudolph Israel Pariser (8. prosince 1923 v Harbinu v Číně – 2. února 2021 v USA) byl čínsko-americký fyzikální chemik, který většinu své kariéry zasvětil výzkumu polymerů.
Pariser je známý v molekulární fyzice široce používanou Pariser–Parr–Popleovou metodou, která byla publikována v roce 1953 třemi vědci, kromě Parisera s Robertem Parrem ji současně popsal John Pople. Jedná se o metodu hledání rozumných aproximací molekulových orbitalů, která je užitečná při předpovídání fyzikální a chemické povahy především organických molekul. Dokazuje, že molekulové orbitaly mají vliv nejenom na základní strukturu molekuly, ale také na její reaktivitu.
Pariser dlouhá léta působil jako zástupce šéfredaktora časopisů Journal of Chemical Physics, Chemical Physics Letters a Journal of Polymer Science. Byl také členem v mnoha univerzitních poradních sborech. Například od 70. let často cestoval na poradní mise do Číny, Jižní Koreje, Egypta, Japonska a Izraele.

## Život

### Studia

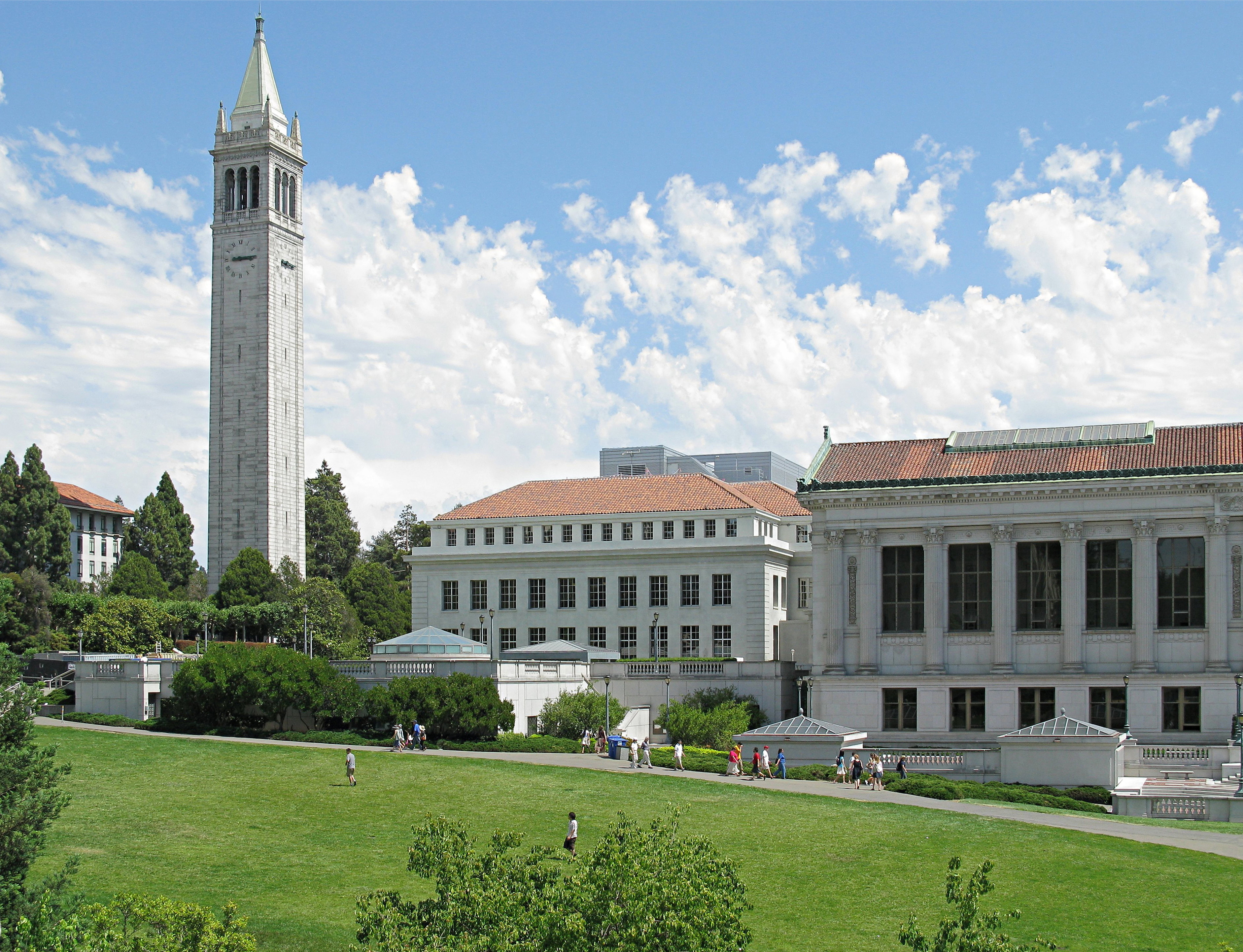
Kalifornská univerzita v Berkeley

Rudolph Israel Pariser se narodil v roce 1923 v Harbinu v Číně. Jeho rodiče byli obchodníci Ludwig Jacob Pariser a Lii Rubinsteinová. Navštěvoval Von Hindenburg Schule v Harbinu, americkou misijní školu v Pekingu a americkou školu v Tokiu v Japonsku. Do Spojených států odjel těsně před vypuknutím druhé světové války.
V roce 1944 získal titul bakaláře věd na Kalifornské univerzitě v Berkeley. V roce 1951 obdržel titul doktora na Minnesotské univerzitě v oboru fyzikální chemie pod vedením prof. Roberta Livingstona. Jeho diplomová práce se týkala fotosenzibilních reakcí chlorofylu v roztoku. Poprvé se zde setkal se svým budoucím spolupracovníkem Robertem G. Parrem, když absolvoval jeho přednášky termodynamiky.
Během druhé světové války v letech 1944 až 1946 sloužil v armádě Spojených států amerických. V roce 1944 se stal naturalizovaným občanem Spojených států.

### Kariera

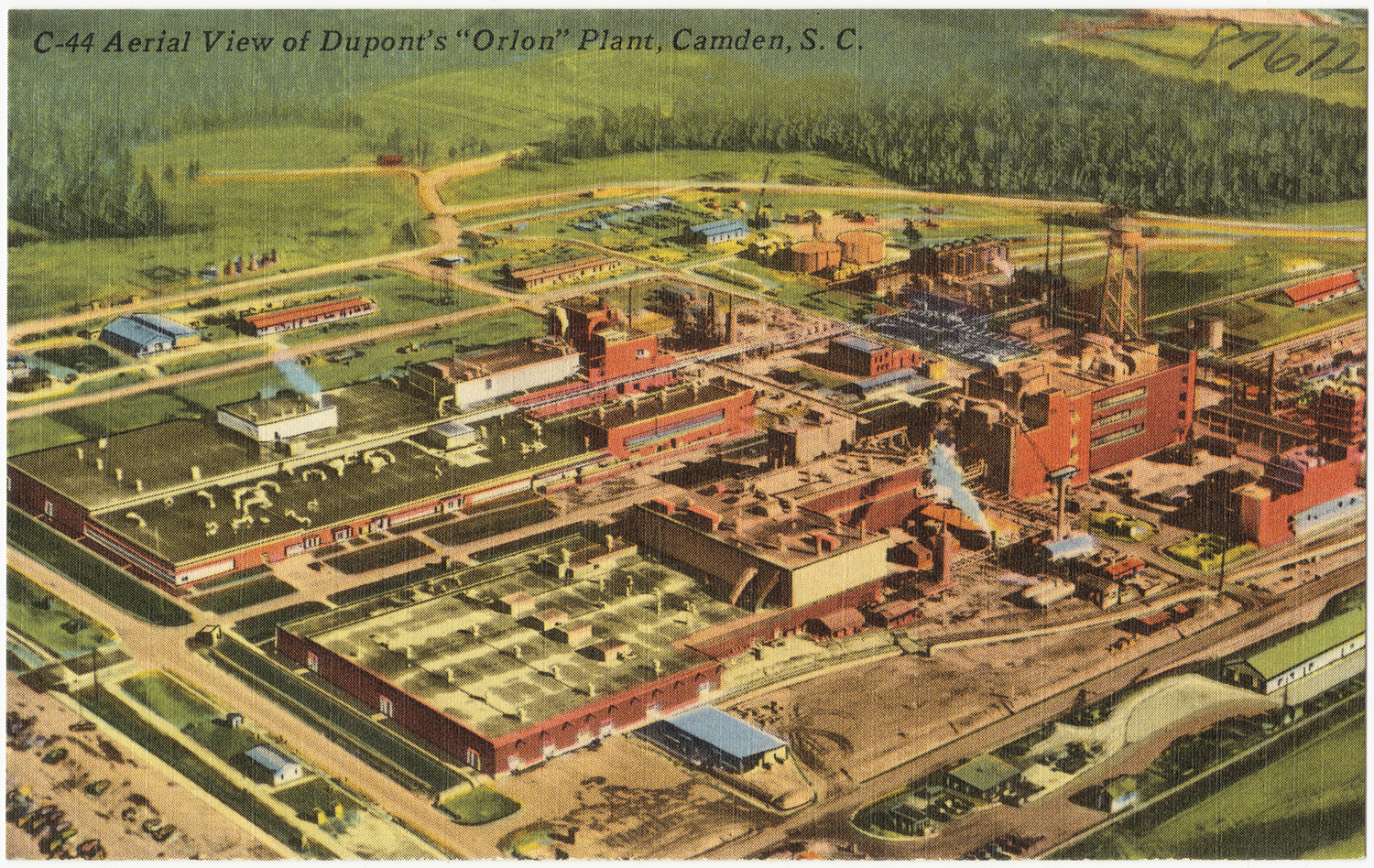
Areál DuPont's Orlon v Camden v Jižní Karolině v roce 1950

Po promoci začal pracovat v centrálním výzkumném oddělení společnosti DuPont. V té době se zabýval vývojem barviv pro nová vlákna nylon, dacron, orlon nebo lycra. Jako fyzikální chemik se začal zabývat teoretickým vztahem mezi strukturou barviva a jeho barvou. Najal svého přítele Roberta G. Parra, který v té době pracoval na kvantově mechanických výpočtech benzenu a snažil se najít shodu s experimentálním spektrem a energetickými hladinami benzenu. Oba předpokládali, že stejné výpočty by mohly odhalit spektra složitých barviv.
Brzy po zahájení spolupráce Parr objevil a popsal Aproximaci nulového diferenciálního překrytí (Zero Differential Overlap Approximation - ZDO), která dramaticky zjednodušila výpočet pro benzen a další látky. Pariser pak vyvinul metodu založenou na použití známých atomových ionizačních potenciálů a elektronových afinit k úpravě integrálů. Jako první chemik využil k výpočtům plně tranzistorový superpočítač IBM 701. Jeho výpočty pro polyaceny, naftalen až pentacen byly ve velmi těsné shodě s experimentálními hodnotami, které byly známy. Následně předpověděl dosud neobjevené excitované stavy (například tripletové stavy). Tato metoda molekulového orbitálního výpočtu se stala známou pod názvem Pariser-Parr-Popleova (PPP) metoda. V roce 1953 byla publikovaná jak Pariserem a Parrem, tak Johnem A. Poplem v téměř simultánních článcích. Metoda má široké uplatnění při přesné predikci elektronových přechodů, zejména nižších singletových přechodů. V současnosti se používá v teoretické i aplikované kvantové chemii.
Pariser dosáhl v DuPontu úrovně vědeckého ředitele v centrálním výzkumu polymerních věd a vedl ji v době velkých inovací. V roce 1988 odešel ze společnosti do důchodu a založil společnost R. Pariser&Co, která poskytuje poradenství v oblasti řízení výzkumu a vývoje.
Zemřel v roce 2021 ve věku 97 let. Až do své smrti byl aktivní v několika poradních sborech, včetně Rady dozorců v Chemical Heritage Foundation a poradního sboru katedry chemie UNC.

## Funkce a ocenění
- Pariser byl aktivní v Národní radě pro výzkum Národní akademie věd USA, kde vedl sekci o polymerní vědě a inženýrství. Také zde působil v inovačním programu pro malé podniky.
- Byl dlouholetým členem IUPAC. Stal se vedoucím chemického výzkumu aplikovaného na světové potřeby a organizoval konference po celém světě v programu Chemrawn.
- Je držitelem první ceny ACS Delaware Section Award a zlaté medaile University of Minnesota.
- V roce 2003 obdržel Lavoisierovu medaili, nejvyšším technické ocenění společnosti DuPont.